# Miroslav Konštanc Adam
Miroslav Konštanc Adam O.P. (Michalovce, 2 agosto 1963) è un presbitero slovacco della Pontificia università "San Tommaso d'Aquino" (Angelicum) dal 2012 al 2016 ed ora prelato uditore del Tribunale della Rota Romana.

## Biografia
È stato ordinato presbitero il 24 giugno 1995 ed è dottore in diritto canonico dal 2001.
Dal 2003 al 2005 ha ricoperto la funzione di giudice del tribunale diocesano dell'Arcidiocesi di Košice e dal 2006 la stessa carica nel Lazio e successivamente, fino al 2009 nell'Arcidiocesi di Los Angeles. Nel 2009 diviene commissario della Congregazione per la dottrina della fede.
| Controllo di autorità | VIAF (EN) 311225919 · SBN PBEV014998 |